# Passe-tout-Outre
Passe-tout-Outre is een gehucht in de gemeente Honnelles in de Belgische provincie Henegouwen. Het ligt op de grens van deelgemeenten Autreppe en Fayt-le-Franc en de Franse gemeente Gussignies.
Het gehucht ligt rond een kruispunt, paar honderd meter ten oosten van het dorpscentrum van Autreppe, waar het door lintbebouwing mee is verbonden, en bijna twee kilometer ten westen van het dorpscentrum van Fayt-le-Franc.

## Geschiedenis
De plaats wordt van zuid naar noord doorsneden door een oude Romeinse weg tussen Bavay (tegenwoordig Frankrijk) en Quiévrain, vaak aangeduid met de naam Chaussée Brunehault.
De Ferrariskaart uit de jaren 1770 toont hier nog slechts een kruispunt, zonder bebouwing, net ten oosten van het gehucht Autreppe, tegen de grens tussen Frankrijk en de Oostenrijkse Nederlanden.
Toen op het eind van het ancien régime tijdens de Franse bezetting de gemeenten werden gecreëerd, kwam de plaats te liggen op de grens van de gemeenten Autreppe en Fayt-le-Franc.
De Atlas der Buurtwegen uit 1841 toont hier bebouwing en de naam Passe tout outre; de Vandermaelenkaart uit het midden van de 19de eeuw vermeldt bij het gehucht de naam la Passe Toutoute. De plaats kreeg hier een douanepost op de Frans-Belgische grens langs de zogenaamde Chaussée romaine Chaussée Brunehault.
Bij de gemeentelijke fusies van 1977 werden zowel Autreppe als Fayt-le-Franc een deel van fusiegemeente Honnelles, en kwam het gehucht volledig in deze gemeente te liggen.

## Verkeer en vervoer
Passe-tout-Outre ligt rond het kruispunt van de weg tussen Quiévrain-Bavay (Chaussée Brunehaut) en de N555 (Rue Chevauchoir / Avenue du Haut Pays) tussen Roisin en Fayt-le-Franc.
Deelgemeenten: Angre · Angreau · Athis · Autreppe · Erquennes · Fayt-le-Franc · Marchipont · Montignies-sur-Roc · Onnezies · Roisin

Overige plaatsen: Meaurain · Passe-tout-Outre

Belgische gemeenten · Arrondissement Bergen · Henegouwen · Wallonië